# Línia elèctrica subterrània

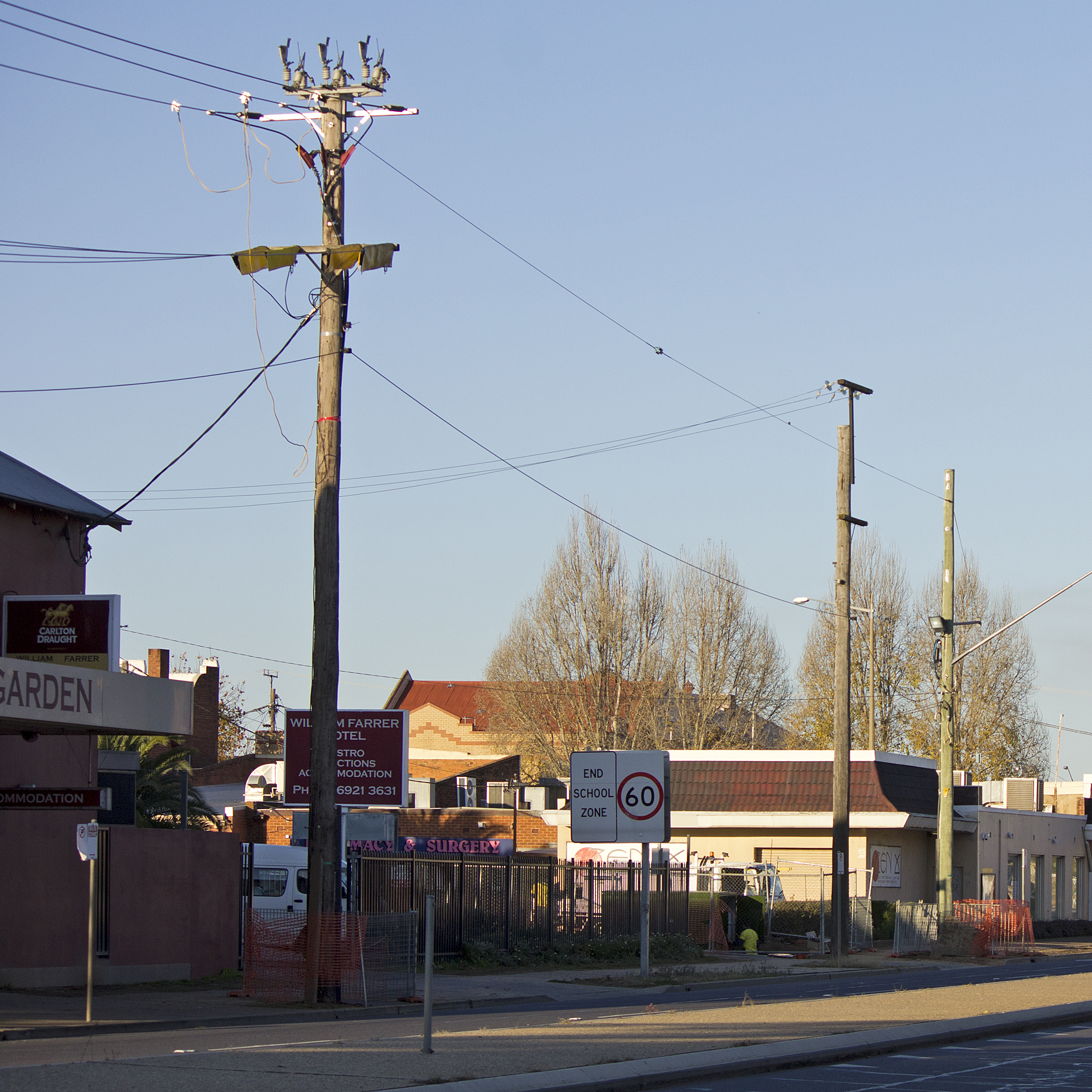
L'enterrament de línies elèctriques aèries a Wagga Wagga, Austràlia.

Una línia elèctrica subterrània és la transmissió d'energia elèctrica o telecomunicacions, amb cables subterranis. Això es realitza típicament per propòsits estètics, però que també serveix el propòsit significatiu addicional de fer les línies d'energia menys susceptibles a les interrupcions durant les tempestes de vents forts o tempestes de neu o gel pesats. Soterrar una línia pot augmentar els costos inicials de transmissió d'energia elèctrica i de distribució, però pot disminuir els costos operatius durant la vida útil dels cables.

## Història
El soterrament de cable telegràfic va ser considerat en el nord d'Alemanya al 1870.